# كارين شتروك
كارين شتروك (بالألمانية: Karin Struck )‏ (و. 1947 – 2006 م) هي مؤلفة، وسياسية، وكاتِبة ألمانية، كانت عضوةً في الحزب الشيوعي الألماني، شاركت في Ingeborg Bachmann Award 1977 ‏، توفيت في ميونخ، عن عمر يناهز 59 عاماً.

## التعليم
تعلمت في جامعة بون.

## جوائز
حصلت على جوائز منها:
- Andreas Gryphius Prize [الإنجليزية]‏ (1976)
- جائزة راوريس للأدب [الإنجليزية]‏ (1974).

## روابط خارجية
- كارين شتروك على موقع مونزينجر (الألمانية)